# 1266 Tone
Tone (asteróide 1266) é um asteróide da cintura principal com um diâmetro de 73,34 quilómetros, a 3,2008008 UA. Possui uma excentricidade de 0,0474132 e um período orbital de 2 249,71 dias (6,16 anos).
Tone tem uma velocidade orbital média de 16,24859063 km/s e uma inclinação de 17,17882º.
Esse asteróide foi descoberto em 23 de Janeiro de 1927 por Okuro Oikawa.